# El Derbi madrileño
Az El Derbi madrileño (magyarul: Madridi derbi) egy labdarúgó-mérkőzés az Atlético Madrid és a Real Madrid csapatai között.

## Története
A Real Madrid és az Atlético Madrid korábban különböző társadalmi osztályok által favorizált csapatok voltak. Mára ez az ellentét szinte teljesen eltűnt.
Később, Franco idejében a Real a rezsim által támogatott csapat volt, míg az Atlético „csak” egy erős első osztályú csapat. Továbbá a Real mindig is gazdagabb csapat volt, mint az Atlético, ezt jelzi például az is, hogy a Bernabéu Madrid legfejlettebb részén van, míg a Vicente Calderón egy söröző mellett található, talán innen eredeztethetők a korábbi társadalmi különbségek.

## Az eddigi mérkőzések
Ebben a listában csak a bajnoki mérkőzések szerepelnek.
| Szezon    | Hazai                | Vendég               | Hazai                | Vendég               |
| --------- | -------------------- | -------------------- | -------------------- | -------------------- |
| 1928–1929 | Real Madrid 2        | Atlético Madrid 1    | Atlético Madrid 0    | Real Madrid 3        |
| 1929–1930 | Real Madrid 4        | Atlético Madrid 1    | Atlético Madrid 2    | Real Madrid 1        |
| 1935–1936 | Real Madrid 2        | Atlético Madrid 0    | Atlético Madrid 2    | Real Madrid 2        |
| 1936–1937 | Spanyol polgárháború | Spanyol polgárháború | Spanyol polgárháború | Spanyol polgárháború |
| 1937–1938 | Spanyol polgárháború | Spanyol polgárháború | Spanyol polgárháború | Spanyol polgárháború |
| 1938–1939 | Spanyol polgárháború | Spanyol polgárháború | Spanyol polgárháború | Spanyol polgárháború |
| 1939–1940 | Real Madrid 2        | Atlético Madrid 0    | Atlético Madrid 2    | Real Madrid 1        |
| 1940–1941 | Real Madrid 1        | Atlético Madrid 3    | Atlético Madrid 4    | Real Madrid 1        |
| 1941–1942 | Real Madrid 4        | Atlético Madrid 1    | Atlético Madrid 2    | Real Madrid 0        |
| 1942–1943 | Real Madrid 1        | Atlético Madrid 3    | Atlético Madrid 2    | Real Madrid 1        |
| 1943–1944 | Real Madrid 3        | Atlético Madrid 2    | Atlético Madrid 3    | Real Madrid 1        |
| 1944–1945 | Real Madrid 3        | Atlético Madrid 1    | Atlético Madrid 0    | Real Madrid 1        |
| 1945–1946 | Real Madrid 2        | Atlético Madrid 1    | Atlético Madrid 3    | Real Madrid 1        |
| 1946–1947 | Real Madrid 1        | Atlético Madrid 2    | Atlético Madrid 2    | Real Madrid 3        |
| 1947–1948 | Real Madrid 1        | Atlético Madrid 1    | Atlético Madrid 5    | Real Madrid 0        |
| 1948–1949 | Real Madrid 1        | Atlético Madrid 2    | Atlético Madrid 0    | Real Madrid 2        |
| 1949–1950 | Real Madrid 4        | Atlético Madrid 2    | Atlético Madrid 5    | Real Madrid 1        |
| 1950–1951 | Real Madrid 3        | Atlético Madrid 6    | Atlético Madrid 4    | Real Madrid 0        |
| 1951–1952 | Real Madrid 2        | Atlético Madrid 1    | Atlético Madrid 3    | Real Madrid 2        |
| 1952–1953 | Real Madrid 2        | Atlético Madrid 0    | Atlético Madrid 1    | Real Madrid 2        |
| 1953–1954 | Real Madrid 2        | Atlético Madrid 1    | Atlético Madrid 3    | Real Madrid 4        |
| 1954–1955 | Real Madrid 1        | Atlético Madrid 0    | Atlético Madrid 2    | Real Madrid 4        |
| 1955–1956 | Real Madrid 3        | Atlético Madrid 2    | Atlético Madrid 1    | Real Madrid 0        |
| 1956–1957 | Real Madrid 0        | Atlético Madrid 2    | Atlético Madrid 2    | Real Madrid 4        |
| 1957–1958 | Real Madrid 0        | Atlético Madrid 0    | Atlético Madrid 1    | Real Madrid 1        |
| 1958–1959 | Real Madrid 5        | Atlético Madrid 0    | Atlético Madrid 2    | Real Madrid 1        |
| 1959–1960 | Real Madrid 3        | Atlético Madrid 2    | Atlético Madrid 3    | Real Madrid 3        |
| 1960–1961 | Real Madrid 3        | Atlético Madrid 1    | Atlético Madrid 1    | Real Madrid 0        |
| 1961–1962 | Real Madrid 2        | Atlético Madrid 1    | Atlético Madrid 1    | Real Madrid 0        |
| 1962–1963 | Real Madrid 4        | Atlético Madrid 3    | Atlético Madrid 1    | Real Madrid 1        |
| 1963–1964 | Real Madrid 5        | Atlético Madrid 1    | Atlético Madrid 0    | Real Madrid 1        |
| 1964–1965 | Real Madrid 0        | Atlético Madrid 1    | Atlético Madrid 0    | Real Madrid 1        |
| 1965–1966 | Real Madrid 3        | Atlético Madrid 1    | Atlético Madrid 1    | Real Madrid 1        |
| 1966–1967 | Real Madrid 2        | Atlético Madrid 1    | Atlético Madrid 2    | Real Madrid 2        |
| 1967–1968 | Real Madrid 0        | Atlético Madrid 0    | Atlético Madrid 1    | Real Madrid 1        |
| 1968–1969 | Real Madrid 0        | Atlético Madrid 0    | Atlético Madrid 0    | Real Madrid 1        |
| 1969–1970 | Real Madrid 1        | Atlético Madrid 1    | Atlético Madrid 3    | Real Madrid 0        |
| 1970–1971 | Real Madrid 1        | Atlético Madrid 0    | Atlético Madrid 2    | Real Madrid 2        |
| 1971–1972 | Real Madrid 1        | Atlético Madrid 0    | Atlético Madrid 4    | Real Madrid 1        |
| 1972–1973 | Real Madrid 0        | Atlético Madrid 1    | Atlético Madrid 1    | Real Madrid 2        |
| 1973–1974 | Real Madrid 2        | Atlético Madrid 0    | Atlético Madrid 0    | Real Madrid 2        |
| 1974–1975 | Real Madrid 1        | Atlético Madrid 0    | Atlético Madrid 1    | Real Madrid 1        |
| 1975–1976 | Real Madrid 1        | Atlético Madrid 0    | Atlético Madrid 1    | Real Madrid 0        |
| 1976–1977 | Real Madrid 1        | Atlético Madrid 1    | Atlético Madrid 4    | Real Madrid 0        |
| 1977–1978 | Real Madrid 4        | Atlético Madrid 2    | Atlético Madrid 1    | Real Madrid 3        |
| 1978–1979 | Real Madrid 1        | Atlético Madrid 1    | Atlético Madrid 2    | Real Madrid 2        |
| 1979–1980 | Real Madrid 4        | Atlético Madrid 0    | Atlético Madrid 1    | Real Madrid 1        |
| 1980–1981 | Real Madrid 2        | Atlético Madrid 0    | Atlético Madrid 3    | Real Madrid 1        |
| 1981–1982 | Real Madrid 2        | Atlético Madrid 1    | Atlético Madrid 2    | Real Madrid 3        |
| 1982–1983 | Real Madrid 3        | Atlético Madrid 1    | Atlético Madrid 0    | Real Madrid 0        |
| 1983–1984 | Real Madrid 5        | Atlético Madrid 0    | Atlético Madrid 1    | Real Madrid 0        |
| 1984–1985 | Real Madrid 0        | Atlético Madrid 4    | Atlético Madrid 0    | Real Madrid 1        |
| 1985–1986 | Real Madrid 2        | Atlético Madrid 1    | Atlético Madrid 0    | Real Madrid 1        |
| 1986–1987 | Real Madrid 4        | Atlético Madrid 1    | Atlético Madrid 1    | Real Madrid 1        |
| 1987–1988 | Real Madrid 0        | Atlético Madrid 4    | Atlético Madrid 1    | Real Madrid 3        |
| 1988–1989 | Real Madrid 2        | Atlético Madrid 1    | Atlético Madrid 3    | Real Madrid 3        |
| 1989–1990 | Real Madrid 3        | Atlético Madrid 1    | Atlético Madrid 3    | Real Madrid 3        |
| 1990–1991 | Real Madrid 0        | Atlético Madrid 3    | Atlético Madrid 0    | Real Madrid 3        |
| 1991–1992 | Real Madrid 3        | Atlético Madrid 2    | Atlético Madrid 2    | Real Madrid 0        |
| 1992–1993 | Real Madrid 1        | Atlético Madrid 0    | Atlético Madrid 1    | Real Madrid 1        |
| 1993–1994 | Real Madrid 1        | Atlético Madrid 0    | Atlético Madrid 0    | Real Madrid 0        |
| 1994–1995 | Real Madrid 4        | Atlético Madrid 2    | Atlético Madrid 0    | Real Madrid 2        |
| 1995–1996 | Real Madrid 1        | Atlético Madrid 0    | Atlético Madrid 1    | Real Madrid 2        |
| 1996–1997 | Real Madrid 3        | Atlético Madrid 1    | Atlético Madrid 1    | Real Madrid 4        |
| 1997–1998 | Real Madrid 1        | Atlético Madrid 1    | Atlético Madrid 1    | Real Madrid 1        |
| 1998–1999 | Real Madrid 4        | Atlético Madrid 2    | Atlético Madrid 3    | Real Madrid 1        |
| 1999–2000 | Real Madrid 1        | Atlético Madrid 3    | Atlético Madrid 1    | Real Madrid 1        |
| 2002–2003 | Real Madrid 2        | Atlético Madrid 2    | Atlético Madrid 0    | Real Madrid 4        |
| 2003–2004 | Real Madrid 2        | Atlético Madrid 0    | Atlético Madrid 1    | Real Madrid 2        |
| 2004–2005 | Real Madrid 0        | Atlético Madrid 0    | Atlético Madrid 0    | Real Madrid 3        |
| 2005–2006 | Real Madrid 2        | Atlético Madrid 1    | Atlético Madrid 0    | Real Madrid 3        |
| 2006–2007 | Real Madrid 1        | Atlético Madrid 1    | Atlético Madrid 1    | Real Madrid 1        |
| 2007–2008 | Real Madrid 2        | Atlético Madrid 1    | Atlético Madrid 0    | Real Madrid 2        |
| 2008–2009 | Real Madrid 1        | Atlético Madrid 1    | Atlético Madrid 1    | Real Madrid 2        |
| 2009–2010 | Real Madrid          | Atlético Madrid      | Atlético Madrid 2    | Real Madrid 3        |

* A bajnokság szünetelt a spanyol polgárháború miatt.

## Összesített örökmérleg
| Csapat          | Győzelem | Döntetlen | Vereség | Szerzett gólok |
| --------------- | -------- | --------- | ------- | -------------- |
| Real Madrid     | 78       | 31        | 35      | 257            |
| Atlético Madrid | 35       | 31        | 78      | 195            |

## Mindkét csapatban megfordult játékosok
- Luis Aragonés
- José Luis Caminero
- Rodrigo Fabri
- José Antonio García Calvo
- Juanito
- José Manuel Jurado
- José María Movilla
- José Antonio Reyes
- Hugo Sánchez
- Bernd Schuster
- Santiago Solari
- Álvaro Morata
- Marcos Llorente
- Thibaout Courtis

## Külső hivatkozások
- A La Liga hivatalos weboldala